# Helina harbinensis
Helina harbinensis este o specie de muște din genul Helina, familia Muscidae, descrisă de Zhang și Ma în anul 1997. Conform Catalogue of Life specia Helina harbinensis nu are subspecii cunoscute.